# سمير سرحان
محمد سمير سرحان كاتب وناقد مصري وُلد بحى باب الخلق في محافظة القاهرة في الخامس من ديسمبر عام 1941، وتخرج في قسم اللغة الإنجليزية وآدابها بكلية الآداب جامعة القاهرة عام 1961، ثم حصل على درجة الدكتوراه في الأدب الإنجليزي من جامعة إنديانا بالولايات المتحدة الأمريكية عام 1968.
توفّي الدكتور سمير سرحان في الأول من يوليو عام 2006.

## مسيرته المهنية
عُيّن سمير سرحان عقب تخرجه من الجامعة معيدًا بكلية الآداب في جامعة القاهرة في عام 1968، وتدرج في المناصب الأكاديمية فأصبح أستاذاً مساعداً بقسم اللغة الإنجليزية بكلية الآداب في جامعة القاهرة في عام 1971، ثم رئيساً لقسم اللغة الإنجليزية بكلية الآداب عام 1979، كما عُيّن عميداً للمعهد العالي للفنون المسرحية بأكاديمية الفنون في الفترة ما بين عاميّ 1980 و1982، ورئيساً لتحرير مجلة المسرح التي تصدر عن وزارة الثقافة المصرية في الفترة ما بين عامي 1981 و1984، ثم عُيّن وكيلا وكيلا للثقافة الجماهيرية بوزارة الثقافة المصرية لمدة خمس سنوات. تقلد الدكتور سمير سرحان عددا من المناصب الهامة في وزارة الثقافة المصرية، فقد عُيّن في عام 1985 بقرار جمهوري رئيساً لمجلس إدارة الهيئة المصرية العامة للكتاب وهو المنصب الذي شغله لنحو عشرين عاماً، وتولى خلال تلك الفترة منصب مدير معرض القاهرة الدولي للكتاب، وكان له أثرا واضحا في تطوير المعرض، وجعله ثانِ أكبر معرض دولي للكتاب في العالم بعد معرض فرانكفورت الدولي للكتاب، وبلغ عدد زوار المعرض نحو خمسة ملايين زائراً سنوياً، كما افتُتح أثناء توليه للمنصب مؤتمر أدباء مصر في الأقاليم الذي عهد برئاسته إلى عدد من المثقفين المصريين، كما انطلق في عهده مشروع مكتبة الأسرة، والقوافل الثقافية التي راحت تجوب أنحاء مصر شرقا وغربا، وتصل بالكتب إلى المواطن البسيط في القرى والمراكز البعيدة عن القاهرة حيث يقام معرض الكتاب، وتقدم له كتبا رخيصة الثمن وبطبعات عالية الجودة.
ترأس الدكتور سمير سرحان أيضا تحرير عدد من الصحف والمجلات الثقافية من بينها مجلة إبداع، وجريدة القاهرة، ومجلة عالم الكتاب، كما كان عضواً بكل من المجلس الأعلى للصحافة، وأكاديمية الفنون، والجمعية الأمريكية للأدب المقارن، وعدد من الهيئات الثقافية الآخرى. وفي عام 2005، عُيّن الدكتور سمير سرحان مستشاراًا لوزير الثقافة قبل عام واحد من وفاته.
بدأ اهتمام سمير سرحان بالأدب في سن مبكرة، فقد كان يسكن بحي باب الخلق على مقربة من دار الكتب المصرية مما سهل له الاطلاع على الآداب المصرية والأدب العالمي، وكانت اولى تجاربه في الكتابة وهو في المرحلة الثانوية حين كتب أول مجموعة قصصية في حياته بعنوان «ليلة أنس»، كان ذلك في عام 1955، حين ذهب بها إلى أحد أصحاب دور النشر في شارع كلوت بك بالقاهرة، وقد أعجب الناشر بالمجموعة ووافق على نشر مجموعته القصصية دون مقابل.
طرح الدكتور سمير سرحان في مؤلفاته العديد من الأفكار والرؤى الجديدة، ففي كتابه المعنون باسم «الشعر والأخلاق» قدم سمير سرحان قراءته الخاصة لمجموعة من الكتب والمسرحيات التي تنتمي لأهم التيارات الرئيسية في الأدب الحديث، وعمل سمير سرحان في كتابه على دعم المدارس المحلية وربطها بالمدارس العالمية حتى تكون النظرة الأدبية أكثر شمولية في محاولة منه لتطوير ذائقة القارئ، وتخصيب فكره، وتنمية عبقرية قادرة على استيعاب وإدراك منهجية الأعمال الأدبية.
وفي كتابه المعنون باسم «والشعوب أيضاً تضحك» الصادر في عام 2005 عن دار أطلس للنشر والتوزيع والإعلام بالقاهرة، يكشف سمير سرحان كيف أن شعوب العالم قد مرت بأزمات عتيدة، مواقف مريرة، وما زالت المشكلات تتفاقم والمعضلات تعاظم، ولكن هذه الشعوب ظلت تحاول دائماً وأبداً أن تخرج نفسها من محبس الهموم، وتحرر ذاتها من أغلال القلاقل والمنغصات، فتعمد إلى أن تنحت نفقاً ضيقاً للسعادة؛ ولو كانت لحظية؛ من بين جبال النكد والكآبة. قدم سمير سرحان في هذا الكتاب بعقلية الباحث الخبير وبأسلوبه الساخر ملاحظاته عن سلوكيات الناس والمجتمعات في الظروف والمناسبات المختلفة، متنقلاً في رحلة ممتعة عبر عصور مختلفة، وفي مناطق عديدة من العالم.
وفي كتابه المعنون باسم «صعود وانهيار إمبراطورية الأخلاق» الصادر في عام 2002 عن دار المدى للطباعة والنشر والتوزيع بالقاهرة، يوضح لنا سمير سرحان كيف أن التطور الطبيعي لأي كاتب بدأ حياته متخصصاً أو مبدعاً هو أن ينتهي إلى الانشغال بالأمور الفكرية والقضايا الكبرى المؤثرة في مجتمعه، وهذا ما حدث مع نقاد كبار أمثال الكاتب والناقد المصري لويس عوض، والكاتب والناقد المصري محمد مندور، وعميد الأدب العربي طه حسين والأديب المصري عباس محمود العقاد، والأديب المصري إبراهيم عبد القادر المازني، وغيرهم.

## أعماله ومؤلفاته

### المؤلفات
ألف سمير سرحان العديد من المؤلفات التي تنوعت ما بين الأعمال الإبداعية، والدراسات النقدية، والمسرحيات، ومنها:
- المسرح المعاصر: صدر عام 1973 عن الهيئة المصرية العامة للكتاب بالقاهرة.[8]
- ست الملك (مسرحية): وهي مسرحية من ثلاثة فصول كُتبت باللهجة العامية المصرية، وقدمتها فرقة المسرح القومى عام 1978، من بطولة سميحة أيوب، ونور الشريف، وأنور إسماعيل، وعبد الرحمن أبو زهرة، ومصطفى متولى، ومن إخراج عبد الغفار عودة.[9]
- ملك يبحث عن وظيفة (مسرحية): صدرت عام 1987 عن دار الغريب للطباعة والنشر والتوزيع بالقاهرة.[10]
- المسرح والتراث العربي: صدر عام 1988 عن الهيئة المصرية العامة للكتاب بالقاهرة.[11]
- الكذب (مسرحية): وهي مسرحية من ثلاث فصول، صدرت عام 1990 عن مكتبة غريب للنشر والتوزيع بالقاهرة.[12]
- رواد عصر التنوير(مسرحية): كتبها بالاشتراك مع الدكتور محمد عنانى، وعرضت في الموسم المسرحى 1990-1991.
- مصر بين الدولة الدينية والمدنية: صدر عام 1992 عن الدار المصرية للنشر والٳعلام بالقاهرة.[13]
- على مقهى الحياة: صدر عام 1998 عن دار المدى للطباعة والنشر والتوزيع بالقاهرة.[14]
- مبادئ علم الدراما: صدر عام 2000 عن دار هلا للنشر والتوزيع بالقاهرة.[15]
- حرب الثقافة: صدر عام 2000 عن دار أخبار اليوم للطباعة والنشر والتوزيع بالقاهرة.[16]
- صعود وانهيار إمبراطورية الأخلاق: صدر عام 2002 عن دار المدى للطباعة والنشر والتوزيع بالقاهرة.[17]
- حكاية اولاد حارتنا: صدر عام 2002 عن مؤسسة أخبار اليوم لطباعة والنشر والتوزيع بالقاهرة.[18]
- الشعر والأخلاق (فصول في النقد الادبي): صدر عام 2003 عن دار أطلس للنشر والتوزيع والإنتاج الإعلامي بالقاهرة.[19]
- أيام العمر الجميل: صدر عام 2003 عن دار أطلس للنشر والإنتاج الإعلامي بالقاهرة.[20]
- طة... قنديل (مسرحية): صدرت عام 2004 عن الهيئة المصرية العامة للكتاب بالقاهرة.[21]
- النقد الموضوعى: صدر عن الهيئة المصرية العامة للكتاب بالقاهرة.[22]
- والشعوب أيضاً تضحك: صدر عام 2005 عن دار أطلس للنشر والتوزيع والإنتاج الإعلامي بالقاهرة.[23]
- امرأة العزيز.. روض الفرج (مسرحية): صدرت عن مكتبة غريب للنشر والتوزيع بالقاهرة.[24]
- صباح الخير يا وطن (مسرحية)
- تجارب جديدة في الفن المسرحي: صدر عن مكتبة غريب للنشر والتوزيع بالقاهرة.[25]
- دراسات في المسرح الإنجليزي
- دراسات في الأدب المسرحي[26]

### التراجم
كما ترجم الدكتور سمير سرحان عدداً من الكتب والمسرحيات العالمية إلى اللغة العربية، وكان من أهمها:
- نحو مسرح فقير: وهو كتاب من تأليف جيرزي جروتوفسكي، وصدرت نسخته المترجمة إلى العربية عام 2000 من ترجمة وتقديم سمير سرحان.[27]
- إيفيتا (مسرحية): للكاتب المسرحي تيم رايس، وصدرت نسختها المترجمة إلى العربية من ترجمة الكاتب سمير سرحان عام 2004 عن المركز القومي للمسرح والموسيقى والفنون الشعبية بالقاهرة.[28]
- سبعة أفواه: وضم الكتاب مختارات من القصص الروسية المترجمة لعدد من أبرز الكتاب الروس وهم: أنطون تشيخوف، ومكسيم غوركي، وميخائيل شولوخوف، وبوريس بوليفوي. صدر الكتاب عن دار الفكر العربي بالقاهرة من ترجمة سمير سرحان، كما ضم الكتاب دراسة نقدية للقصص المختارة كتبها الصحفي والناقد أنور المعداوي.[29]

## التكريمات والجوائز
حظي الدكتور سمير سرحان بتكريم العديد من الجهات المحلية والعربية، وحصل على عدد من الجوائز الأدبية، والتي من أهمها:
- جائزة الدولة التقديرية في الآداب عام 2006 عن مجمل أعماله الأدبية.[30]

## وفاته
كان الدكتور سمير سرحان مصابا بسرطان الرئة وتفاقمت حالته قبل شهور من وفاته نتيجة للمرض. وفي الأول من يوليو/تموز عام 2006، توفي الدكتور سمير سرحان بمستشفى دار الفؤاد بالقاهرة عن عمر ناهز الرابعة والستين، بعد أن أصيب بضيق في التنفس، واختلال بطيني لضربات القلب أدي الي توقفه.